# Kurt von Schleicher

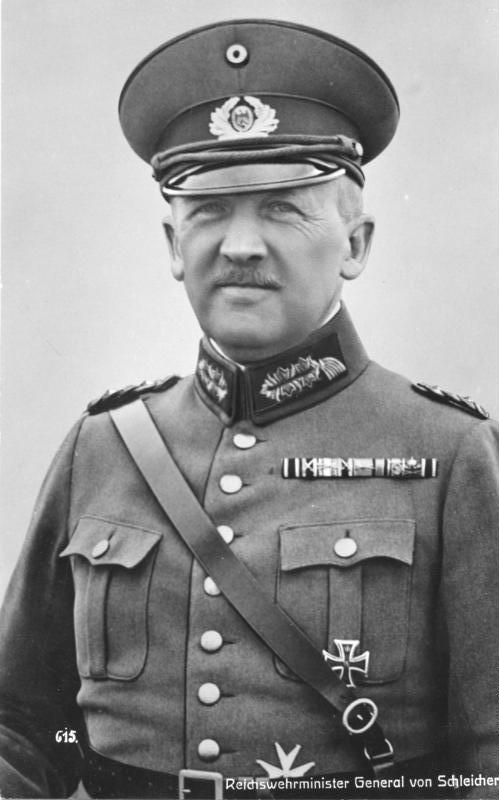
Kurt von Schleicher (1932)

Kurt Ferdinand Friedrich Hermann von Schleicher (* 7. April 1882 in Brandenburg an der Havel; † 30. Juni 1934 in Neubabelsberg) war ein deutscher General und Politiker. Von Anfang Dezember 1932 bis Ende Januar 1933 amtierte er als letzter Reichskanzler der Weimarer Republik.
Nachdem er im Kaiserreich der preußischen Armee angehört hatte, erreichte Schleicher in der Weimarer Republik eine Schlüsselstellung im Reichswehrministerium, wo er 1929 zum Chef des Ministeramtes ernannt wurde. Dabei wurde er bereits ab 1926 als besonders politisch ambitioniert eingeschätzt. Als Vertrauensmann des Reichspräsidenten Paul von Hindenburg war er maßgeblich am Sturz der Regierung Müller im Frühjahr 1930 und an der Installation der beiden Folgekabinette unter Heinrich Brüning (März 1930) und Franz von Papen (Juni 1932) beteiligt. Nachdem er unter Papen als Reichswehrminister amtiert hatte, folgte er diesem im Dezember 1932 als Reichskanzler nach. Sein Konzept einer Querfrontregierung unter Spaltung der Nationalsozialisten scheiterte rasch. Die von Schleicher daraufhin angestrebte Auflösung des Reichstages ohne Neuwahlen, also einen Staatsstreich, lehnte Hindenburg ab, woraufhin Schleicher am 28. Januar 1933 demissionierte und Hindenburg am 30. Januar 1933 Adolf Hitler zum Reichskanzler ernannte. Hitler ließ Schleicher, der sich ins Privatleben zurückgezogen hatte, 1934 im Zuge des sogenannten Röhm-Putsches ermorden.

## Leben

### Aufstieg

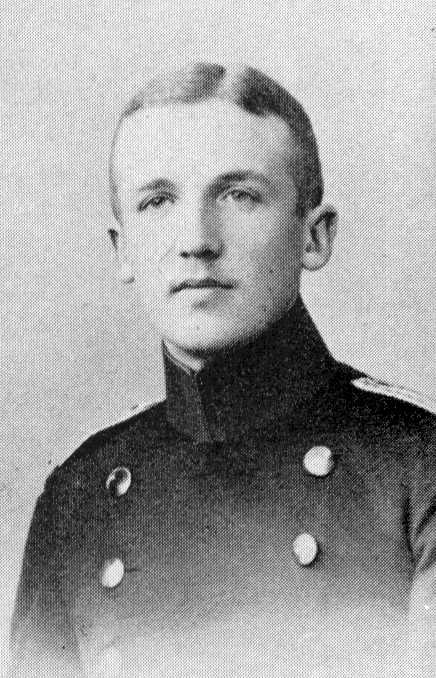
Schleicher als junger Leutnant (1900)

Kurt von Schleicher kam 1882 als Sohn des preußischen Offiziers Hermann Friedrich Ferdinand von Schleicher (1853–1906) und dessen Ehefrau Magdalene (1857–1939), geborene Heyn, der Tochter einer begüterten Reedersfamilie aus Ostpreußen, zur Welt. Er hatte eine ältere Schwester, Thusnelda Luise Amalie Magdalene (1879–1955), und einen jüngeren Bruder, Ludwig-Ferdinand Friedrich (1884–1923), der zeitweise als Farmer in Kanada lebte.
Von 1896 bis 1900 absolvierte er die Hauptkadettenanstalt in Lichterfelde bei Berlin. Am 22. März 1900 wurde er zum Leutnant befördert und zum 3. Garde-Regiment zu Fuß (5. Kompanie) abkommandiert. Dort lernte er unter anderem Oskar von Hindenburg, den Sohn des späteren Reichspräsidenten, Kurt von Hammerstein-Equord, den späteren Chef der Heeresleitung (1930–1934), und Erich von Manstein, Generalfeldmarschall im Zweiten Weltkrieg, kennen. Vom 1. November 1906 bis zum 31. Oktober 1909 diente er als Adjutant des Füsilier-Bataillons bei seinem Regiment. Nach seiner Ernennung zum Oberleutnant am 18. Oktober 1909 wurde er zur Kriegsakademie abkommandiert und nach deren Absolvierung am 24. September 1913 unmittelbar zum Großen Generalstab kommandiert, wo er auf eigenen Wunsch der Eisenbahn-Abteilung unter Oberstleutnant Wilhelm Groener zugeteilt wurde, der ihn in den folgenden knapp zwanzig Jahren unablässig förderte und maßgeblichen Anteil an der Karriere seines „Wahlsohnes“ (so Groeners Testament vom April 1934) Schleicher hatte. Hier lernte er unter anderem den späteren General Joachim von Stülpnagel und den späteren Oberst Bodo von Harbou kennen.
Am 18. Dezember 1913 zum Hauptmann befördert, war Schleicher mit Beginn des Ersten Weltkrieges im August 1914 im Stab des Generalquartiermeisters tätig. Während dieser Zeit lernte er seinen späteren engen Freund und Mitarbeiter Erwin Planck kennen. Erstes politisches Aufsehen erregte er, als er während der Schlacht um Verdun 1916 eine Denkschrift verfasste, in der er sich gegen die übergroßen Gewinne bestimmter Industriekreise wandte, die er als „Kriegsgewinnler“ brandmarkte. Die Denkschrift kursierte in diesem Jahr in den führenden politischen Kreisen der Hauptstadt, in denen sie als Sensation galt, und gelangte unter anderem in die Hände des SPD-Vorsitzenden Friedrich Ebert, dessen nachdrückliche Zustimmung sie fand. Schleicher gelangte so in den Ruf liberaler und sogar ausgesprochen sozialer Gesinnung.
Am 23. Mai 1917 verließ er für kurze Zeit den Stab und wurde als Erster Generalstabsoffizier zur 237. Infanterie-Division versetzt. Mitte August kehrte er zum Stab des Generalquartiermeisters zurück. Die Beförderung zum Major erfolgte am 15. Juli 1918.
Bei Kriegsende 1918 unterstützte er das Bündnis zwischen Armeeführung und Sozialdemokratie. Durch den von seinem Vorgesetzten Wilhelm Groener und ihm initiierten und telefonisch abgeschlossenen Ebert-Groener-Pakt wurden zum Beispiel Friedrich Ebert und Otto Wels aus den Händen aufständischer Matrosen gerettet. Der Pakt bedeutete einerseits eine gewisse Stabilität für die neue Republik und andererseits eine Trennung von Staat und Militär. In der Folge der Zeit entwickelte sich die Reichswehr, unter großem Zutun von Schleicher, zu einem Staat im Staate. 1919 übernahm er die Leitung des politischen Referats im Truppenamt und avancierte zum engen Mitarbeiter und Berater des Chefs der Heeresleitung General Hans von Seeckt. Ende 1920 entwickelte Schleicher sein politisches Credo, dem er nach Aussage seines Mitarbeiters Eugen Ott bis zu seinem Rücktritt als Reichskanzler treu blieb. Vorrang hatten darin die Wiederherstellung bzw. Stärkung der Staatsgewalt, die Sanierung der Wirtschaft und die Restitution der äußeren Macht durch Revision des Versailler Vertrags.
1923 hatte Schleicher maßgeblichen Anteil an der Organisation der Beilegung der Staatskrise dieses Jahres – kommunistische Aufstände in Thüringen und Sachsen, Hitlerputsch in Bayern und anderes – mit Hilfe des Notstandsartikels der Weimarer Verfassung. Nach der Beförderung zum Oberstleutnant am 1. Januar 1924 und Verwendung in der Heeresabteilung wurde er im Februar 1926 Chef der neugeschaffenen Wehrmachtsabteilung im Reichswehrministerium. Kurze Zeit später wurde er zum Oberst befördert. Im Zuge der Umbildung der Wehrmachtsabteilung in das Ministeramt wurde er am 29. Januar 1929 vorzeitig zum Generalmajor befördert. Mit den nunmehr ihm verfügbaren Instrumenten forcierte er die politische Rolle der Reichswehr, begann mit Schritten zur Aufrüstung und nahm gezielt Kurs auf eine Modernisierung sowie Industrialisierung der Rüstungsproduktion. Zunehmend entwickelte sich hier ein staatlicher Sektor der Auftragsvergabe an die Rüstungskonzerne.

### Chef des Ministeramtes
Am 1. Februar 1929 machte ihn sein langjähriger Mentor Wilhelm Groener, der 1928 Reichswehrminister geworden war, in seinem Ministerium zum Chef des Ministeramtes, was dem Staatssekretär in anderen Ministerien entsprach. Damit war er der einzige Offizier in der preußisch-deutschen Geschichte, der eine Spitzenposition erreichte, ohne je ein Front- oder Truppenkommando innegehabt zu haben. Schleicher verstand sein Amt von Anfang an politisch und entwickelte eine politische Strategie für einen Rechtsschwenk. Als zentrales politisches Problem sah er die SPD an, auf die sich bei den gegebenen Mehrheiten jede Reichsregierung stützen musste und die in Preußen den Ministerpräsidenten stellte. Wegen der Agitation dieser Partei gegen das Panzerschiff A und wegen ihrer Behinderung der illegalen Aufrüstung, die im östlichen Preußen unter dem Decknamen des Grenz- bzw. Landesschutzes betrieben wurde, glaubte Schleicher, die Reichswehr könne mit der SPD nicht mehr zusammenarbeiten: Im sozialdemokratisch geführten Reichsinnenministerium unter Carl Severing etwa sah er lauter „wehrfeindliche Giftmänner“ am Werk. Daher wollte er sie sowohl in Preußen als auch auf Reichsebene aus der Regierungsverantwortung verdrängen, wo sie, wie er befürchtete, nicht in der Lage sein würde, die Sparmaßnahmen durchzuführen, die mit dem Young-Plan notwendig sein würden.
Schleicher konzipierte nun die Möglichkeit eines „Hindenburg-Kabinetts“ ohne die SPD. Bereits im Dezember 1929 fasste Schleicher im Gespräch mit dem volkskonservativen Gottfried Treviranus und dem Staatssekretär in der Reichskanzlei Hermann Pünder einen neuen Kanzler ins Auge: den konservativen Fraktionsvorsitzenden des Zentrums, Heinrich Brüning. Er sollte ein Minderheitskabinett leiten, das nur vom Vertrauen des Reichspräsidenten abhängig sein würde. Die verfassungsrechtlich weiterhin nötige Mehrheit im Reichstag hoffte man über eine Sammlung aller bürgerlichen Kräfte zu erreichen, für die Treviranus durch die von ihm eingeleitete Spaltung der Deutschnationalen Volkspartei eine Schlüsselrolle spielte.
Der Plan ging nur halb auf: Zwar wurde Brüning am 30. März 1930, wie von Schleicher geplant, Kanzler eines Minderheitskabinetts, das mit dem Notverordnungsartikel 48 regierte; bei den Reichstagswahlen vom 14. September 1930 scheiterte jedoch die erhoffte Stärkung der rechten Mitte. Die von Treviranus erhoffte bürgerliche Sammlungspartei war nicht zustande gekommen, seine Volkskonservativen blieben unter einem Prozent; zweitstärkste Partei wurde vielmehr die NSDAP. Brüning musste sich zur Enttäuschung der Reichswehr und des Reichspräsidenten auf eine Tolerierung durch die Sozialdemokraten einlassen.

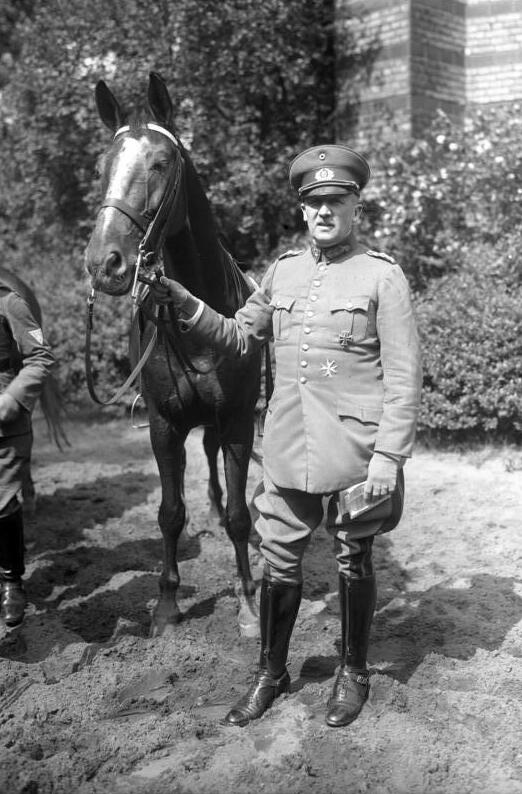
Schleicher im Juni 1932

Schleicher entwickelte nun einen neuen Plan: Er wollte die NSDAP als neue Massenpartei an den Staat heranführen, sie dadurch zähmen und als Massenbasis für ein echtes Präsidialkabinett nutzen. Von 1931 an versuchte er, die SPD aus machtpolitischen Institutionen gezielt auszubooten. Dabei folgte Schleicher der naiven Illusion, in Regierungsverantwortung würde sich der Radikalismus der Nationalsozialisten bald abnutzen. Außerdem wollte er die millionenstarke SA gemeinsam mit anderen Wehrverbänden in eine staatliche Dachorganisation führen, um sie so zur raschen personellen Aufrüstung der Reichswehr nutzen zu können. Im März 1931 begann Schleicher mit dem Stabschef der SA, Ernst Röhm, diesbezügliche Verhandlungen. Diese Pläne zerschlugen sich, als Groener, der in der Zwischenzeit auch Innenminister geworden war, am 13. April 1932 unter massivem innenpolitischen Druck der Länder die SA verbieten ließ.
Weil Groener immer noch Reichswehrminister war, befürchtete Schleicher nun, dass sich die Reichswehr auf der Seite der republiktreuen Kräfte gegen die Nationalsozialisten stellen würde: Damit wäre ihre seit 1920 angestrebte Überparteilichkeit ebenso verloren wie die Aussichten, eine von der SPD unabhängige Regierung zu installieren und die NSDAP zu zähmen. Schleicher, der im Oktober zum Generalleutnant befördert worden war, begann nun, gegen Groener und Brüning zu intrigieren, von dem er nicht mehr erwartete, dass er sich von den Sozialdemokraten würde lösen können. Am 28. April 1932 begann er Geheimverhandlungen mit Hitler, der ihm zusagte, eine neue Regierung parlamentarisch zu tolerieren, wenn es dafür Neuwahlen gebe und das SA-Verbot aufgehoben werde. Ohne eine schriftliche Zusage Hitlers, ließ sich Schleicher darauf ein.
Diese Absprachen erleichterten den Sturz sowohl von Groener als auch von Brüning. Nach einer missglückten Reichstagsrede Groeners am 10. Mai 1932 zwang Schleicher am 12. Mai 1932 ihn, seinen alten Förderer, mit der Mitteilung aus dem Amt, die Generalität inklusive seiner Person werde andernfalls geschlossen zurücktreten. Joseph Goebbels notierte zufrieden in sein Tagebuch: „Wir bekommen Nachricht von General von Schleicher: Die Krise geht programmgemäß weiter.“ Als Nächstes ermunterte Schleicher DNVP und Reichslandbund dazu, bei Hindenburg gegen Brünings Agrarpolitik zu protestieren, die sie als „Vorfrucht des Bolschewismus“ denunzierten. Hindenburg ließ den Kanzler daraufhin fallen. Als Nachfolger hatte Schleicher den Rechtsaußen der Zentrumspartei Franz von Papen ausersehen, mit dem er seit der gemeinsamen Generalstabsausbildung befreundet war. Von Papens Befähigung zum Amt hielt er nichts: Auf die erstaunte Bemerkung, Papen sei doch kein Kopf, soll er erwidert haben: „Das soll er ja auch nicht sein. Aber er ist ein Hut.“

### Reichswehrminister

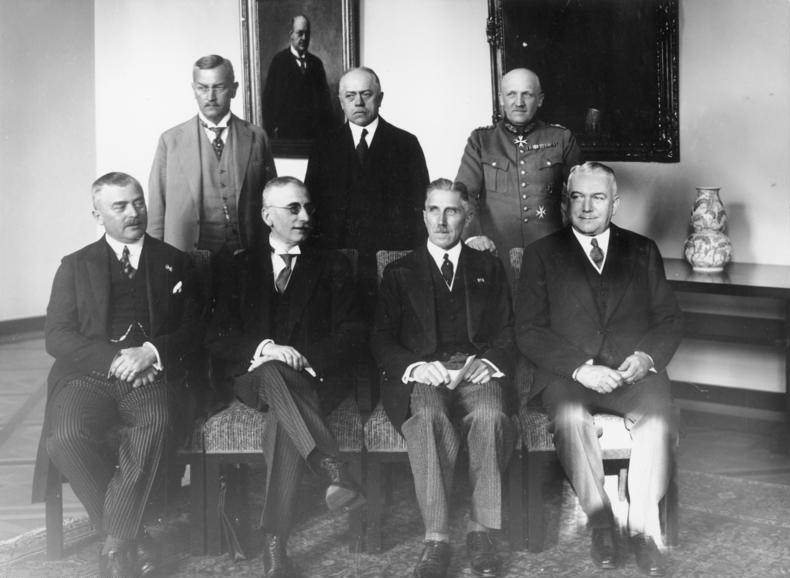
Das Kabinett Papen. Kurt von Schleicher steht in der zweiten Reihe rechts außen

Am 1. Juni 1932 wurde Schleicher als General der Infanterie verabschiedet, um im Kabinett von Papen parteiloser Reichswehrminister werden zu können. Wie abgesprochen, ließ die neue Regierung den Reichstag von Reichspräsident Hindenburg auflösen und hob das SA-Verbot auf. Im Wahlkampf explodierte die Gewalttätigkeit der wieder legalisierten SA, Deutschland schien am Rande eines Bürgerkriegs zu stehen. Die Reichstagswahlen vom 31. Juli 1932 machten die NSDAP zur stärksten Partei. Nach dem für viele enttäuschenden Verhandlungsergebnis, das Papen auf der Konferenz von Lausanne erreicht hatte, fühlte sich Hitler aber nicht an seine Zusage gebunden, dessen Regierung zu tolerieren. Bei Verhandlungen, die er mit Schleicher am 6. August 1932 führte, wies er dessen Angebot, als Vizekanzler ins Kabinett zu gehen, zurück und beanspruchte das Amt des Reichskanzlers für sich. Schleicher willigte ein und organisierte ein gemeinsames Gespräch mit dem Reichspräsidenten, der sich am 13. August 1932 aber entschieden weigerte, Hitler die Führung der Regierung zu überlassen. Das Kabinett Papen hatte somit keine Aussicht auf eine Mehrheit, wie die Eröffnungssitzung des Reichstags am 12. September mit aller Deutlichkeit zeigte: Für die Regierung stimmten 42 Abgeordnete, gegen sie 512. Die erneute Auflösung des Reichstags war die Folge.

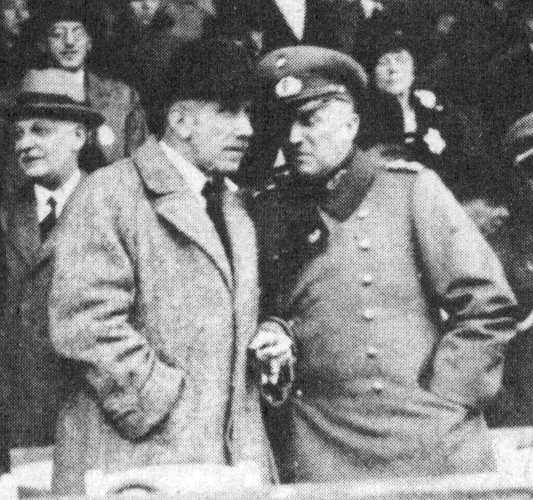
Kurt von Schleicher (rechts) mit Franz von Papen als Zuschauer bei einem Pferderennen in Berlin-Karlshorst, 1932

Noch gab Schleicher seine Zähmungspolitik nicht auf. Ein „Reichskuratorium für Jugendertüchtigung“ wurde gegründet, das die Wehrsportaktivitäten aller Wehrverbände, also auch der SA, koordinieren und unter Kontrolle des Staates stellen sollte. Hintergrund war die im Februar 1932 eröffnete Genfer Abrüstungskonferenz, von der sich die Deutschen rüstungspolitische Gleichberechtigung mit den Siegermächten erhofften. War diese erreicht, wollte man das große Reservoir der SA, die militärisch immerhin über eine Grundbildung verfügte, zu einer raschen Aufrüstung nutzen, wie sie das im Frühjahr 1932 von der Reichswehr beschlossene Zweite Rüstungsprogramm vorsah: Demnach sollte bis 1938/39 ein Feldheer von 21 Divisionen plus 39 Grenzschutzverbänden entstehen. Damit wäre die Reichswehr auf das Vierfache des im Versailler Vertrag Zugelassenen angewachsen und hätte zahlenmäßig mit der französischen Armee gleichgezogen.
Die Neuwahl des Reichstags am 6. November brachte erwartungsgemäß keine Mehrheit für Papen, der daher am 17. November seinen Rücktritt einreichte. Im Kabinett gab es Stimmen, die sich für Schleicher als Nachfolger aussprachen, doch Hindenburg zog es am 1. Dezember 1932 vor, erneut Papen mit der Regierungsbildung zu beauftragen, und deutete an, dass er den Reichstag erneut auflösen wolle, diesmal ohne Neuwahlen. Schleicher ließ daraufhin seinen Vertrauten, Oberstleutnant Ott, im Kabinett die Ergebnisse eines Planspiels präsentieren, das für den Fall eines Bürgerkrieges, den ein offener Bruch der Reichsverfassung durch die Regierung nach sich ziehen würde, eine Unterlegenheit der Reichswehr unter die Kräfte von SA und KPD vorhersagte. Die versammelten Minister verweigerten Papen daraufhin die Gefolgschaft, und Hindenburg ernannte am 3. Dezember 1932 Schleicher zum Reichskanzler, wodurch er auch das Amt des Reichskommissars in Preußen übernahm. Papen vergaß seine Ausbootung durch Schleicher nie. Aus vormals guten Freunden wurden politische Gegner.

### Reichskanzler 1932/1933
Trotz des Versuches der Umsetzung des Querfrontkonzeptes von Hans Zehrer und des Versuches einer Spaltung der NSDAP mit Unterstützung von Gregor Strasser gelang es ihm nicht, seine Politik auf eine stabile politische Basis zu stellen. Auch die finanzielle Unterstützung (aus Geldern der Reichswehr) und die Unterstützung der Vossischen Zeitung brachten keine bessere Reputation bei der Bevölkerung. Einerseits wurde er aufgrund seines Querfrontkonzeptes (u. a. Einbindung der Arbeiterinteressen und deren politischer Vertretung) von der Rechten als „roter General“ verspottet, andererseits von den Linken unter anderem aufgrund des Preußenschlages als reaktionäre Person betrachtet. Ein Schreiben an den Kronprinzen vom 27. Dezember 1932 gibt die politischen Spannungen und die drohende politische Entmachtung Schleichers präzise wieder: „In Berlin scheint sich eine Front zu bilden Stülpnagel – Papen – Hitler mit dem Ziel, den Kanzler über den Präsidenten zu stürzen und zwar noch vor Neuwahlen.“
Der Öffentlichkeit aber entgingen diese politischen Entwicklungen am Ende des Jahres 1932. Vielmehr sah man Adolf Hitler zusammen mit seinen Nationalsozialisten aus dem politischen Alltag verschwinden bzw. dem politischen Niedergang entgegenstreben. So meinte der Deutschlandkorrespondent der New York Times zu dieser Zeit, dass Hitler „seine Chance wohl verpasst“ habe und nun als bayerischer Provinzpolitiker enden werde. In einem Leitartikel der Frankfurter Zeitung stand zum Jahreswechsel: „Die härteste Notzeit Deutschlands ist überwunden, und der Weg aufwärts ist nunmehr frei […] Der gewaltige nationalistische Angriff auf den Staat ist abgeschlagen.“

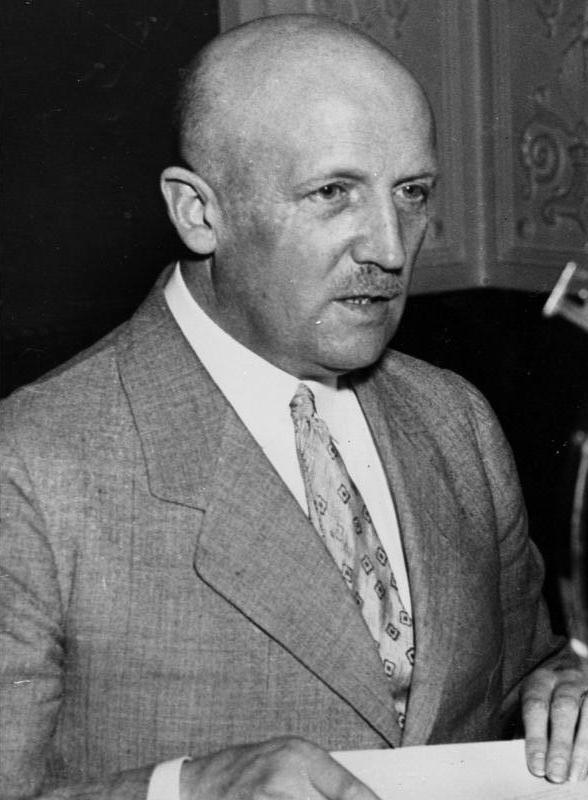
Kurt von Schleicher als Reichskanzler (1932)

Politische Beobachter der Zeit bemerkten aber die Dualität der Entwicklungen. Heinrich Brüning sagte zu der aktuellen politischen Situation: „Die Gefahren für Schleicher wuchsen, obwohl äußerlich sein Prestige nicht abnahm. Im Gegenteil: Durch seine außerordentlich geschickte Form der Konversation gelang es ihm nicht nur, mehr und mehr die gesamte Linkspresse einzufangen und Einfluss bei den Gewerkschaften zu gewinnen, sondern auch einzelne Persönlichkeiten aus dem Zentrum durch Versprechungen und Appelle an ihren Ehrgeiz für sich einzunehmen. Namentlich Imbusch und andere.“ Wie gefährlich die Zeiten für Schleicher wirklich waren, gibt ein Tagebucheintrag von Goebbels wieder: „[…] es besteht die Möglichkeit, dass der Führer in einigen Tagen eine Unterredung mit Papen hat. Da eröffnet sich eine neue Chance.“
Hinter Schleichers Rücken verhandelte Papen im Auftrag von Hindenburg mit Hitler über dessen Berufung zum Reichskanzler. Entscheidend für die Demissionierung war das Treffen Papens mit Hitler am 4. Januar 1933 im Haus des Bankiers Kurt Freiherr von Schröder. Dort einigten sich Hitler und von Papen auf die Grundsätzlichkeiten einer gemeinsamen Regierungszusammenarbeit. Da der Journalist Hellmuth Elbrechter, ein Vertrauter Schleichers und Gregor Strassers, bereits im Vorfeld von dieser geplanten Zusammenkunft erfahren hatte, konnte er einen Fotografen an Ort und Stelle schicken, dem es gelang, die Beteiligten beim Betreten von Schröders Haus abzulichten. Noch am Abend desselben Tages legte Elbrechter Schleicher die Fotos vor.
Am 5. Januar titelte die Tägliche Rundschau: „Hitler und Papen gegen Schleicher.“ Zwei Tage später erschienen in derselben Zeitung weitere Artikel zu dem Treffen in Köln mit den Titeln „Der Gegenstoß der Wirtschaft“ und „Das Geheimnis um den Kölner Querschläger“. Dort wird ziemlich genau beschrieben, wer der Initiator und die treibende Kraft bei der Zusammenführung von Hitler und von Papen gewesen ist. „Der Veranlasser der Unterredung Hitler–Papen ist als die rheinisch-westfälische Industrie-Gruppe um den Stahlhelm“ zu identifizieren.
Mehrere improvisierte Versuche Schleichers, seine Position zu halten, scheiterten. Versuche, den Führer der DNVP, Alfred Hugenberg, auf seine Seite zu ziehen, kamen ebenso wenig zum Tragen wie eine nachträgliche Einbindung Gregor Strassers, dessen heimliches Zusammentreffen mit Hindenburg er arrangierte, in die Regierung. Die Bitte Schleichers an Hindenburg, ihm die Vollmacht zur Auflösung des Reichstages ohne die Ausschreibung von Neuwahlen innerhalb der nächsten zwei Monate zu gestatten (wie es die Verfassung vorschrieb) und so den Druck der regierungsfeindlichen Mehrheitsverhältnisse im Parlament abzuschütteln, wurde vom Reichspräsidenten abgelehnt. Vorschläge aus Schleichers Umfeld, der sich anbahnenden Entmachtung durch den Reichspräsidenten durch einen Staatsstreich zuvorzukommen, wie sie insbesondere von Eugen Ott und Heereschef von Hammerstein („Jetzt müssen Sie die Reichswehr einsetzen, sonst gibt es für das ganze Deutschland ein Unglück“) befürwortet wurden, wies Schleicher von sich.
Mit ein Grund für Schleichers fehlende Kampfbereitschaft in dieser entscheidenden Phase soll einigen Zeitzeugen zufolge ein chronisch geschwächter Gesundheitszustand gewesen sein: So berichtet Fritz Günther von Tschirschky, dass Walter Schotte, der Herausgeber der Preußischen Jahrbücher, der denselben Hausarzt wie Schleicher konsultierte, von diesem Ende 1932 „unter dem Siegel der Verschwiegenheit“ erfahren habe, dass Schleicher an Anämie leide. Bereits 1930 habe der Hausarzt, so Schotte, Schleicher „eröffnen müssen“, dass er ihm, „wenn er das angespannte Leben unter großer Verantwortung wie bisher weiterführe, […] als Arzt nur noch sechs Jahre“ geben könne. Ottmar Katz, der Biograph von Hitlers späterem Leibarzt Theodor Morell, behauptete – etwas präziser werdend –, Schleicher habe an perniziöser Anämie gelitten und sei dadurch „gesundheitlich schwer beeinträchtigt“ gewesen. Schleichers Biograph Nowak erklärt dessen Lethargie in der entscheidenden Phase unter Berufung auf Mitteilungen von Groeners Witwe mit einer lebensbedrohlichen Erkrankung, „(vermutlich ein Karzinom)“. Die Nationalsozialisten hätten daher 1934 einen Mann ermordet, „der aller Wahrscheinlichkeit nach nur noch wenige Monate zu leben“ hatte.
Schleicher erklärte am 28. Januar 1933 nach einem Gespräch mit Hindenburg den Rücktritt seiner Regierung und empfahl dem Reichspräsidenten, Hitler zu seinem Nachfolger zu ernennen. Reichspräsident Hindenburg antwortete daraufhin dem General: „Ich danke Ihnen, Herr General, für alles, was Sie für das Vaterland getan haben. Nun wollen wir mal sehen, wie mit Gottes Hilfe der Hase weiterläuft.“ Franz von Papen übernahm im offiziellen Auftrag des Reichspräsidenten Hindenburg die Regierungsverhandlungen und brachte sie am 30. Januar zu einem Abschluss.

### Leben nach der Reichskanzlerschaft (1933–1934)

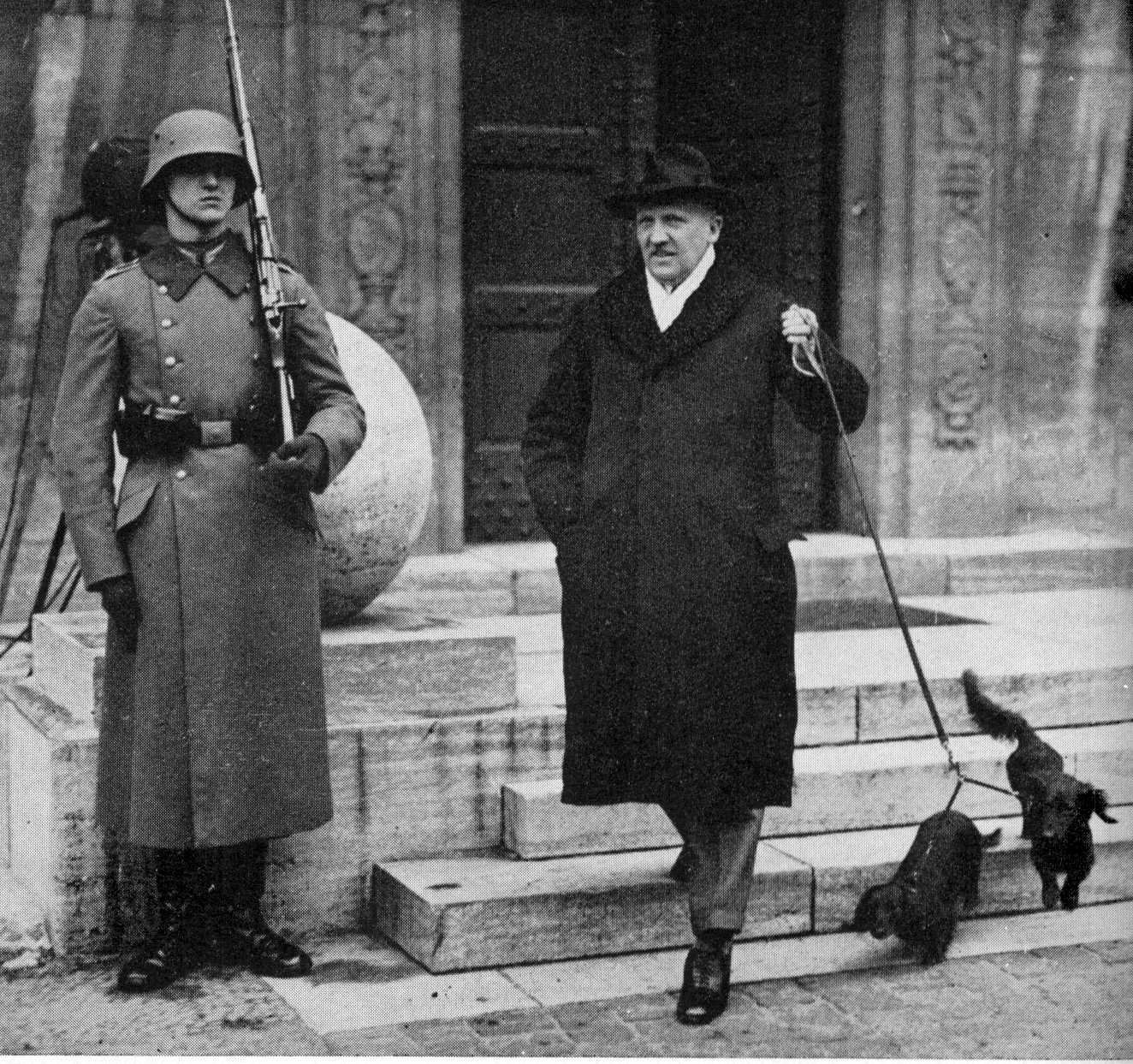
Schleicher im Februar 1933 am Eingang zu seiner Dienstwohnung im Reichswehrministerium

Nach seiner Demission als Reichskanzler zog Schleicher sich zunächst ins Privatleben zurück. Seine Dienstwohnung im Reichswehrministerium musste er auf Drängen seines Nachfolgers als Reichswehrminister, Werner von Blomberg, bereits im Februar räumen.
Gemeinsam mit seiner Ehefrau Elisabeth von Schleicher, geb. von Hennigs, die er 1931 geheiratet hatte, einer geschiedenen Frau seines Vetters Bogislav, mit deren Tochter Lonny von Schleicher, seiner langjährigen Haushälterin Marie Güntel und einem Chauffeur zog er in eine Villa in der Griebnitzstr. 4 in Neubabelsberg bei Potsdam. In den nächsten siebzehn Monaten widmete er sich vor allem privaten Dingen: So söhnte er sich mit seinem politischen Ziehvater Groener aus, mit dem er sich 1932 im Zusammenhang mit einem Kursstreit innerhalb der Regierung Brüning überworfen hatte, und unternahm einige Reisen mit seiner Ehefrau.
Bei den neuen Machthabern fiel Schleicher durch wiederholte Missfallensbekundungen im gesellschaftlichen Kreis auf. So äußerte er sich mehrfach negativ über die nationalsozialistische Machtergreifung und gab abfällige Einschätzungen über die maßgebenden Männer des neuen Regimes von sich. Persönliche Freunde wie der französische Botschafter André François-Poncet und der Diplomat Werner von Rheinbaben mahnten ihn deshalb zur Vorsicht. Die Bitte Eugen Otts, ihn für eine Weile in Japan zu besuchen, bis die politischen Wogen sich in Deutschland geglättet hätten, lehnte Schleicher mit der Begründung ab, dass er als „preußischer General“ nicht „landesflüchtig“ werden könne.

### Ermordung 1934

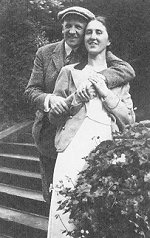
Schleicher mit seiner Ehefrau, Aufnahme aus dem Jahr 1931

Am 30. Juni 1934 wurde Schleicher mit seiner Frau im Zuge der Röhm-Affäre ermordet. Der Tathergang wurde erst in der westdeutschen Geschichtsschreibung nach dem Zweiten Weltkrieg geklärt und verhielt sich wie folgt: Gegen Mittag des 30. Juni näherte sich ein Auto mit sechs bis heute nicht identifizierten zivil gekleideten Angehörigen des Sicherheitsdienstes der SS (SD) Schleichers Villa in Neubabelsberg. Fünf von ihnen betraten das Grundstück und zwei begehrten bei der Haushälterin Marie Güntel Einlass. Diese führte sie in Schleichers Büro. Als Schleicher, unwillig über die unerbetene Störung, die Frage bejahte, ob er Kurt von Schleicher sei, schossen die Männer auf ihn und töteten ihn. Auch seine Ehefrau Elisabeth fiel den Schüssen zum Opfer. Dann flüchteten die Männer.
Wenig später trafen die sofort alarmierte örtliche Polizei aus Potsdam und deren Mordkommission ein. Diese begann mit zwei etwa um 13:00 Uhr eintreffenden Staatsanwälten mit den Ermittlungen. Zuerst wurde von einem Mord ohne politischen Hintergrund ausgegangen. Dann kam den Staatsanwälten das Gerücht zu Ohren, dass die SA um Ernst Röhm einen Putsch gegen Hitler plante. Sie vermuteten daher zuerst, dass die angeblichen Putschisten Schleicher umgebracht haben könnten. Die Ermittler waren sich jedenfalls bald sicher, dass es sich nur um einen politischen Mord handeln konnte, und dass Schleicher und seine Frau nicht einer Erschießung in Notwehr zum Opfer gefallen sein konnten. Gerichtsassessor Heinrich Grützner, einer der Staatsanwälte, meldete um 15:00 Uhr an das Reichsjustizministerium, dass Schleicher aus politischen Gründen ermordet worden sei. Das Justizministerium wollte aber nichts unternehmen, da es mittlerweile Hinweise der nationalsozialistischen Staatsführung auf den Tathergang gab, denn der preußische Ministerpräsident und hohe NSDAP-Führer Hermann Göring gab etwa gleichzeitig in einer amtlichen Meldung und später in einer Pressekonferenz bekannt, dass im Rahmen der Gegenwehr gegen einen SA-Putsch auch Kurt von Schleicher und seine Frau erschossen worden seien, weil sie sich einer beabsichtigten Verhaftung durch den Versuch eines blitzartigen Überfalls widersetzt hätten. Schleicher habe mit den staatsfeindlichen Kreisen der SA-Führung und ausländischen Mächten staatsgefährdende Beziehungen unterhalten. Diese Erklärung von Göring vom 30. Juni 1934 widersprach ganz klar den Ermittlungsergebnissen der Staatsanwälte. Um 18:30 Uhr verbot das Justizministerium den Staatsanwälten die Weiterführung der Untersuchung. Zuvor hatte schon die Gestapo das Gelände der Schleicher-Villa abgesperrt.
Um 23:30 Uhr desselben Tages erschien der Staatssekretär des preußischen Justizministeriums, Roland Freisler, in Begleitung des Oberregierungsrates und persönlichen Referenten des Justizministers Gürtner Hans von Dohnanyi, eines weiteren Ministeriumsangehörigen und dreier Gestapo-Beamter, bei den bei Assessor Grützner versammelten Staatsanwälten, um dienstlich festzustellen, ob sie in gutem Glauben ihre Pflicht erfüllt oder in staatsfeindlicher Absicht gehandelt hätten. Freisler befragte den Assessor, wie er zu der Erkenntnis gekommen sei, dass Schleicher ermordet worden sei. Erst als beide Staatsanwälte versicherten, niemandem von ihren Ermittlungsergebnissen berichtet zu haben und auch nicht zu berichten, verschwanden die ungebetenen Besucher. Die Staatsanwälte gaben am nächsten Morgen in einem schriftlichen Bericht an, erst nach ihren eigenen Ermittlungen den „wahren“ – von Göring verkündeten – Sachverhalt kennengelernt zu haben. Justizminister Gürtner traf sich mit Göring und sie beschlossen, die Ermittlungen zu verschleiern. Gürtner sicherte zu, die Ermittlungsakten zu vernichten. Aber Gürtner und sein Personalchef Nadler ließen die zur Vernichtung bestimmten Untersuchungsakten unversehrt. Sie versteckten sie in der Personalakte des Assessors Grützner. Dort wurden sie nach 1945 gefunden und trugen zur Klärung des Mordfalles bei. Die Leichen wurden von der Gestapo beschlagnahmt und eingeäschert. Die Urne mit Schleichers (angeblichen) Überresten wurde schließlich auf dem Parkfriedhof Lichterfelde, Thuner Platz 2–4, in der Abt. FiW 81 beigesetzt. Die Grabstätte gehört zu den Ehrengräbern des Landes Berlin.

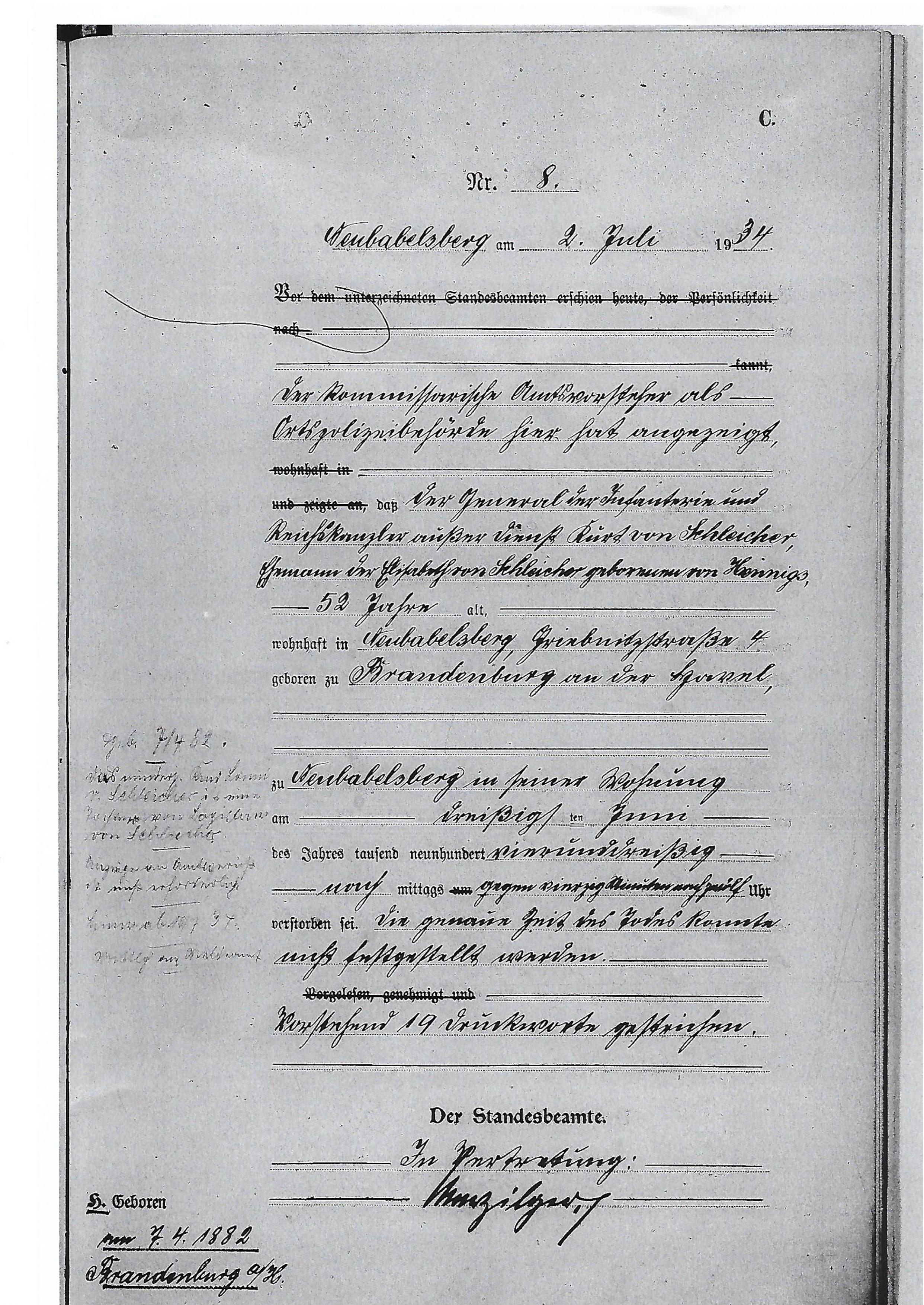
Sterbeurkunde Kurt von Schleichers vom 2. Juli 1934 (Sterbebuch des Standesamtes Neubabelsberg 1934, Reg.-Nr. 8/1934).

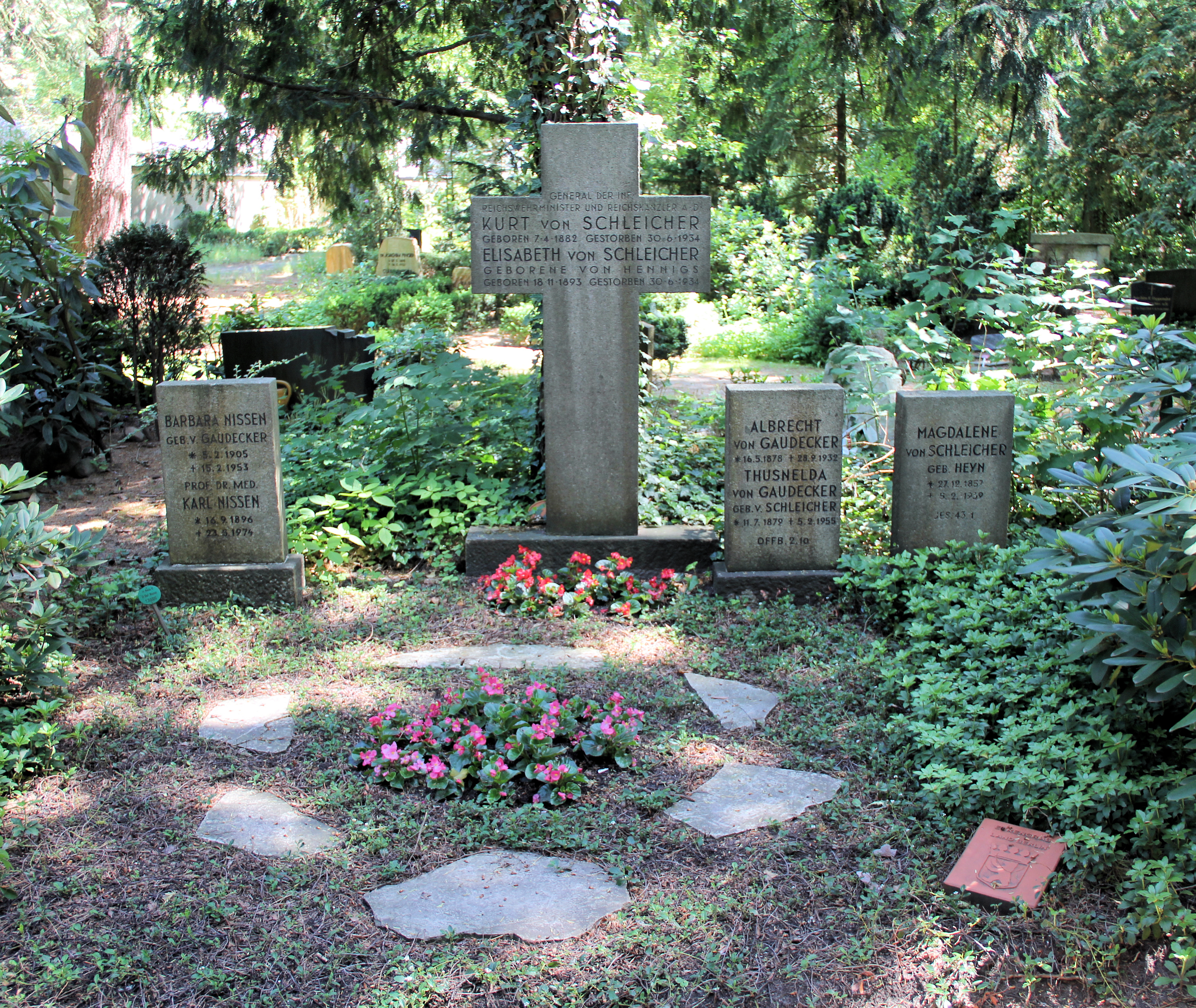
Ehrengrab auf dem Parkfriedhof Lichterfelde in Berlin-Lichterfelde

Erklärung des „Reichsverbandes Deutscher Offiziere“

Die Tatumstände, die Täter und die konkreten Auftraggeber für den Mord an Schleicher wurden 1934 nicht bekannt, weil die Staatsführung die Taten nicht aufgeklärt haben wollte, da sie sie selbst in Auftrag gegeben hatte. Am 3. Juli, also nachträglich, wurden alle Morde im Rahmen des „Röhm-Putsches“ formal durch das von Hitler (nach den Bestimmungen des Ermächtigungsgesetzes) erlassene Gesetz über Maßnahmen der Staatsnotwehr (Reichsgesetzblatt I, S. 529) legalisiert.
Nach dem Ende des Nationalsozialismus konnte wegen der erfolgreichen Vertuschung der Taten kein Gerichtsverfahren geführt werden, in dem die Täter hätten eindeutig identifiziert werden können. Allerdings gab es einen Mitwisser aus Kreisen der Gestapo, der 1936 mit der Gestapo-Führung aneinandergeraten war und 1936 aus Deutschland flüchten konnte. Dieser Mitwisser war das SS-Mitglied Heinrich Pfeifer, der 1945 unter dem Namen Heinrich Orb ein Buch über seine Erlebnisse im Hitlerstaat und auch die Morde während der Säuberungsaktionen beim Röhm-Putsch verfasst hatte. Diese Darstellung war nicht in allen Punkten verlässlich, wurde und wird aber von verschiedenen Historikern – Shlomo Aronson, George C. Browder, Mario Dederichs und anderen – als valide Quelle für die Schilderung der Interna des SD und die Aufdeckung der Identität des Schleicher-Mordes angesehen. 2012 griff der Historiker Rainer Orth diese Darstellung auf und bestätigte, dass Angaben bis zu Pfeifers Flucht aus Deutschland 1936 im Wesentlichen zutreffend sind, allerdings entdeckte er auch manche Fehler.
Aronson, Dederichs und Orth hielten es zudem für möglich, dass der Jurist und Mitarbeiter des SD Johannes Schmidt der Haupttäter des Mordes am Ehepaar von Schleicher war. Orth schreibt in seinem 2012 erschienenen Buch Der SD-Mann Johannes Schmidt. Der Mörder des Reichskanzlers Kurt von Schleicher?, dass nur eine kleine Tätergruppe von elf Personen aus dem damals noch zahlenmäßig unbedeutenden SD in Berlin und der allgemeinen SS für den Mord an Schleicher in Frage kam. Orb/Pfeifer, Insider des SD und der Gestapo, bezeichnete in seinem 1945 erschienenen Werk Schmidt als Haupttäter. Orth verfolgte als erster Historiker den Lebenslauf dieses Johannes Schmidt, der in der Frühzeit der Bundesrepublik seine Rolle im SD immer untertrieben hatte. Anhand von SS- und SD-Akten konnte Orth nachweisen, dass Schmidt als Stellvertreter des Verantwortlichen des SD, Hermann Behrends, für die Morde an den nicht der SA angehörenden Opfern des 30. Juni 1934 verantwortlich war. Diese Zusammenhänge waren bisher unbekannt, auch weil Behrends in den Monaten nach den Morden ein Geheimbüro in Berlin leitete, das dazu diente, alle Spuren der Morde zu beseitigen.
Als Initiatoren der Tat werden üblicherweise Adolf Hitler, Hermann Göring, Heinrich Himmler oder Reinhard Heydrich (oder eine Kombination von ihnen) angenommen. Gegen die These, dass alle vier in den Mordplan involviert waren, spricht allerdings, dass einige Stunden nach der Ermordung Schleichers ein zweites Einsatzkommando in seinem Haus erschien, um ihn zu verhaften. Hans-Otto Meissner, der Sohn von Hindenburgs Staatssekretär Otto Meissner, berichtet in seinen Memoiren, dass Hitler später seinem Vater gegenüber „mit starkem Nachdruck behauptet“ habe, er habe „mit dem bedauernswerten Unglück [der Ermordung Schleichers] absolut nichts zu tun“ gehabt. Der ältere Meissner habe seinem Sohn außerdem später erzählt, wie Göring ihm, Meissner senior, nach dem Kriege, während ihrer gemeinsamen Internierung durch die Amerikaner, versichert habe, es habe „nicht die Absicht bestanden, Schleicher zu verhaften oder gar zu erschießen“. Dies hätten „andere Leute“ getan. Hitler sei über die Liquidation Schleichers schon deswegen sehr erbost gewesen, weil er die Reichswehr als „Stütze seiner Diktatur“ gebraucht habe und ihm die Erschießung daher „nicht in sein Konzept“ gepasst habe.
Mehrere Motive für den Mord an Schleicher werden in der Forschung diskutiert. An erster Stelle steht dabei der Wunsch der Nationalsozialisten nach Rache an ihrem Widersacher aus der „Kampfzeit“. Zweitens wird vermutet, die Machthaber hätten im Exkanzler immer noch eine potenzielle Gefahr gesehen. Dafür spricht unter anderem die von Schleicher selbst Ende 1933 geäußerte Hoffnung, dass „man [gemeint war wahrscheinlich Hindenburg] ihn noch einmal rufen werde, um den Karren aus dem Dreck zu ziehen“, nachdem die nationalsozialistischen Führer abgewirtschaftet hätten. Außerdem verfügte Schleicher 1934 noch immer über eine kleine, aber mächtige Anhängerschaft in der Reichswehrführung, unter anderem mit Generaloberst Kurt von Hammerstein-Equord. Der mit Schleicher gut bekannte Journalist Hans Rudolf Berndorff glaubt, dass der Besitz der Krankenakte Hitlers aus dem Lazarett in Pasewalk ihm und Bredow das Leben gekostet habe. Darüber hinaus sollten die Mordaktionen vom 30. Juni / 1. Juli 1934 allgemein Oppositionswillige abschrecken.

## Enge Mitarbeiter und Vertraute
Im Reichswehrministerium:
- Ferdinand von Bredow: seit 1929 Chef der Abwehr-Abteilung im Reichswehrministerium, von Juni 1932 bis Januar 1933 außerdem Chef des Ministeramts im Reichswehrministerium. Zentraler Mitarbeiter Schleichers und Leiter seines Nachrichtendienstes. Wurde ebenfalls im Rahmen des „Röhm-Putsches“ ermordet
- Adolf von Carlowitz: von 1929 bis 1932 Chef der Presseabteilung im Reichswehrministerium, von 1932 bis 1933 Leiter der Pressestelle im Preußischen Staatsministerium
- Kurt von Hammerstein-Equord: seit 1930 Chef der Heeresleitung, ehemaliger Regimentskamerad und persönlicher Freund Schleichers
- Vincenz Müller, Mitarbeiter in der Wehrmachtsabteilung seit ihrer Bildung, maßgeblicher Akteur bei der Auslösung des Ausnahmezustandes gegen Berlin und Brandenburg im Juli 1932, ließ die drei Oberste der preußischen Polizeiführung am 20. Juni auf Befehl Schleichers verhaften, Schleicher war Förderer, Freund Müllers und Patenonkel des 1926 geborenen Sohnes Friedrich.[53]
- Ferdinand Noeldechen: von 1926 bis 1933 Adjutant Schleichers
- Eugen Ott: von 1931 bis 1933 Chef der Wehrmachtabteilung im Reichswehrministerium. In dieser Eigenschaft maßgeblich an der Organisation der Politik Schleichers beteiligt. Mitorganisator des Staatsstreiches gegen die preußische Landesregierung unter der SPD am 20. Juli 1932

Weitere Regierungsstellen:
- Erich Marcks: Seit August 1932 leitete er die Pressestelle der Reichsregierung als Reichspressechef, vorher Nachrichtenoffizier und im Wehrmachtsamt
- Franz von Papen (1879–1969): Wurde auf Betreiben Schleichers am 1. Juni 1932 durch den Reichspräsidenten von Hindenburg als Reichskanzler ernannt, Freund von Schleicher, gemeinsame Dienstzeit in Einheit des Heeres, Militärattaché, politischer Hasardeur,
- Erwin Planck: von Juni 1932 bis Januar 1933 Staatssekretär und Chef der Reichskanzlei, Freund von Schleicher

Weitere Mitarbeiter und Unterstützer:
- Hellmuth Elbrechter: freier Redakteur der Tat, Berater Schleichers und sein Verbindungsmann zu Gregor Strasser und anderen Politikern
- Carl Schmitt: Jurist[54], vertrat im Prozess vom 25. Juli 1932 vor dem Staatsgerichtshof, wegen des Staatsstreiches der Reichsregierung gegen die Landesregierung Preußen, als Jurist die Interessen des Reichskanzlers Franz von Papens
- Kronprinz Wilhelm von Preußen: ein Duzfreund Schleichers, mit dem er einen regelmäßigen Briefwechsel führte[55]
- Hans Zehrer: Chefredakteur der Zeitschrift Die Tat und der Tageszeitung Tägliche Rundschau, publizistischer Unterstützer Schleichers und sein inoffizielles Sprachrohr

## Beurteilung durch Zeitgenossen und Nachwelt
Von 1929 bis 1932 spielte Schleicher eine der Öffentlichkeit kaum sichtbare Rolle im politischen Bühnenhintergrund, die ihn in diesen Jahren zu einem der mächtigsten Männer Deutschlands machte. Die eigentliche Quelle von Schleichers Macht war dabei das Vertrauen des Reichspräsidenten von Hindenburg, der sich in den Jahren 1929 bis 1932 häufig auf die Ratsbeschlüsse seines „lieben jungen Freundes“, wie er Schleicher nannte, verließ. So gab Hindenburg dem Kanzler Brüning anlässlich von dessen Ernennung zum Regierungschef im Frühjahr 1930 die Belehrung mit auf den Weg: „Halten Sie sich an den General von Schleicher. Das ist ein kluger Mann und versteht viel von der Politik.“
Hans-Otto Meissner zufolge, der als Sohn des Staatssekretärs im Büro Hindenburgs – Otto Meissner – das Wirken Schleichers aus nächster Nähe beobachten konnte, schätzte Hindenburg Schleicher „erstmals als klugen Kopf und fleißigen Offizier aus dem Großen Hauptquartier während des Krieges. Außerdem stammte der Generalfeldmarschall aus dem gleichen Friedensregiment […] [wie Schleicher], was seinerzeit viel bedeutete.“ In den Jahren von 1919 bis 1929 habe Schleicher sich eine vorläufig beinahe unsichtbare Machtposition als rechte Hand jedes Reichswehrministers von Noske bis Groener aufgebaut: „Weil er sich nicht in den Vordergrund drängte, sondern sich mit dem Wirken aus den Kulissen zufriedengab, geriet er nie in Gefahr, wenn wieder einer der Wehrminister das Feld räumen musste – Schleicher saß fest im Sattel.“
Im Gegensatz zu dem Vertrauen, das Hindenburg Schleicher entgegenbrachte, stand das Misstrauen weiter Teile der deutschen Öffentlichkeit gegenüber Schleicher: Von der kommunistischen Linken und Teilen der Sozialdemokratie als Vertreter der „Gegenrevolution“ angesehen, wurde Schleicher in konservativen Kreisen ironischerweise – insbesondere während seiner Kanzlerschaft – als „roter General“ abgelehnt. Von den Zeitgenossen und der Nachwelt wurden Schleichers angebliche Intrigenfreudigkeit und Verschlagenheit immer wieder zitiert. So galt er in der Öffentlichkeit als eine „feldgraue Eminenz“, die aus dem Zwielicht heraus die Fäden der deutschen Regierung ziehe. Der Exilant Sebastian Haffner beschrieb Schleicher 1939 in diesem Sinne als einen „intrigenfreudigen Bürogeneral“, der an der Spitze einer „sphinxhaften“ Armee gestanden habe. Englischsprachige Beobachter wie John Wheeler-Bennett oder Sefton Delmer bringen immer wieder mal zur Sprache, dass der Name Schleicher für deutsche Ohren klinge wie das englische Wort creeper für englische, und dass „Schleicher“ als sprechender Name den Charakter seines Trägers auf das beste nach außen sichtbar machen würde.
Diesen Negativbildern stehen jedoch auch einige Positivwahrnehmungen gegenüber. So meinte der rechtsnationale Journalist Hans Zehrer in den frühen 1930er Jahren, in Schleicher den „kommenden Mann“ erkennen zu können. In der Nachkriegszeit schrieb Zehrer, der General habe als einziger ein Konzept gehabt, um das Aufkommen des Nationalsozialismus zu verhindern. Er habe „auf die ultima ratio, den Kampf hingesteuert“ und das „politische Alphabet“ von vorn beginnen und eine neue Verfassung setzen wollen. Gescheitert, so Zehrer, sei Schleicher – den er als „Typus des musischen Militärs sah“ – schließlich nicht am Nationalsozialismus. Er sei gescheitert an den einzigen Dingen, die er nicht zu brechen vermochte, die gar nicht zu brechen waren, an persönlichen Dingen. Auch Fritz Günther von Tschirschky, ein Mitarbeiter Papens, der angab, dass Schleicher ihm „durchaus unsympathisch“ war, gestand dem General nach dem Zweiten Weltkrieg zu: „Schleicher scheiterte nicht an den Nazis. Er scheiterte an etwas, das er nicht zu berechnen vermochte, das aber auch gar nicht zu berechnen war, nämlich an sich selbst.“
In der Reichswehr selbst war er umstritten: Zwar hatte Schleicher in der Führung der Armee einige einflussreiche Sympathisanten, in der Truppe selbst stieß der „Bürogeneral“, den viele Militärs als unsoldatische Erscheinung betrachteten, aber auf weitreichende Ablehnung. Hindenburgs Pressechef Walter Zechlin fasste dies mit den Worten zusammen: „In der Armee gilt Schleicher nichts, er ist ein Bürogeneral, den sie [die Reichswehr] ablehnt.“ General Wilhelm Keitel brachte die Meinung vieler seiner Offizierskollegen zum Ausdruck, als er nach dem Zweiten Weltkrieg Schleicher als eine „Katze“ beschrieb, „die das politische Mausen“ nicht habe lassen können.
Hingegen wurden Schleichers glänzende intellektuelle Fähigkeiten kaum bestritten: Bereits 1918 schilderte Oberst Albrecht von Thaer den jungen Schleicher, damals erst ein Hauptmann, als „ein Kapitel für sich […]: fabelhaft klug, vielseitig gewandt und gebildet, gerissen und mit einem Berliner Mundwerk (Schnauze) begabt“.
Die Meinungen zu Schleichers Plänen und den Hintergedanken, die er verfolgte, gehen weit auseinander. Während Günther Gereke in seinen Memoiren hervorhebt, dass er ihm „imponiert“ habe und durchaus zur Tolerierung der Republik und Verfassung bereit gewesen sei, interpretierten die sozialistischen Schriftsteller Kurt Caro und Walter Oehme „Schleichers Aufstieg“ 1932 programmatisch als einen Ausdruck der „Gegenrevolution“.
In der historischen Forschung lassen sich seit dem Ende des Zweiten Weltkrieges zwei dominante Bewertungsstränge mit Blick auf die Person Schleichers feststellen: Der erste bewertet Schleicher im Ganzen positiv und deutet ihn – wie der programmatische Titel einer Schleicher-Biografie aus den 1980er Jahren lautet – als Weimars letzte Chance gegen Hitler. Der zweite Strang erkennt im krassen Gegensatz dazu in Schleicher eine Unheilsfigur und einen der Hauptschuldigen für die Zerstörung der Weimarer Republik. Die Vertreter dieser Linie sehen in Schleicher einen jener politischen Kavaliere, die durch ihre politische Wühlarbeit die Weimarer Republik morsch gemacht und die Machtergreifung durch den Nationalsozialismus überhaupt erst in den Bereich des Möglichen gerückt hätten. Von der modernen Forschung wird Schleicher zumeist als „intrigant, unzuverlässig, opportunistisch, treubrüchig“ beschrieben. Auch die Juristin Irene Strenge, die sich in ihrer 2006 erschienenen Biografie um eine Neubewertung des politischen Generals bemüht, kommt nicht umhin, seinen Politikstil als „doppelbödig“ zu beschreiben. Der Berliner Historiker Henning Köhler beklagt Schleichers „unglaublichen Leichtsinn“, mit dem er sich im Frühjahr 1932 auf nur mündlich gegebene Zusagen Hitlers verlassen hatte. Wilhelm von Sternburg nennt ihn aufgrund des rasch gescheiterten Querfrontplans „einen der unbedeutendsten Kanzler seit der Reichsgründung“. Auch Hans-Ulrich Wehler meint, schlimmer hätte man Hitler gar nicht unterschätzen können, als Schleicher es mit seiner „abstrusen“ Querfrontkonzeption tat.

## Nachlass
Der erhalten gebliebene Teil von Schleichers Nachlass – vor allem dienstliche und private Korrespondenzen – wird seit den 1950er Jahren im Bundesarchiv-Militärarchiv in Freiburg als eigener Bestand (N 42) verwahrt. Große Teile von Schleichers Papieren, insbesondere das Manuskript seiner Lebenserinnerungen („Menschen und Situationen“), wurden jedoch 1934 von der Gestapo beschlagnahmt und sind seither, bis auf einzelne Dokumente, die im Sonderarchiv Moskau wiederaufgetaucht sind, verschollen.

## Film
- Das Attentat – Schleicher: General der letzten Stunde. Fernsehfilm, BR Deutschland 1967, Das Attentat bei IMDb